# Vaccarès-tó

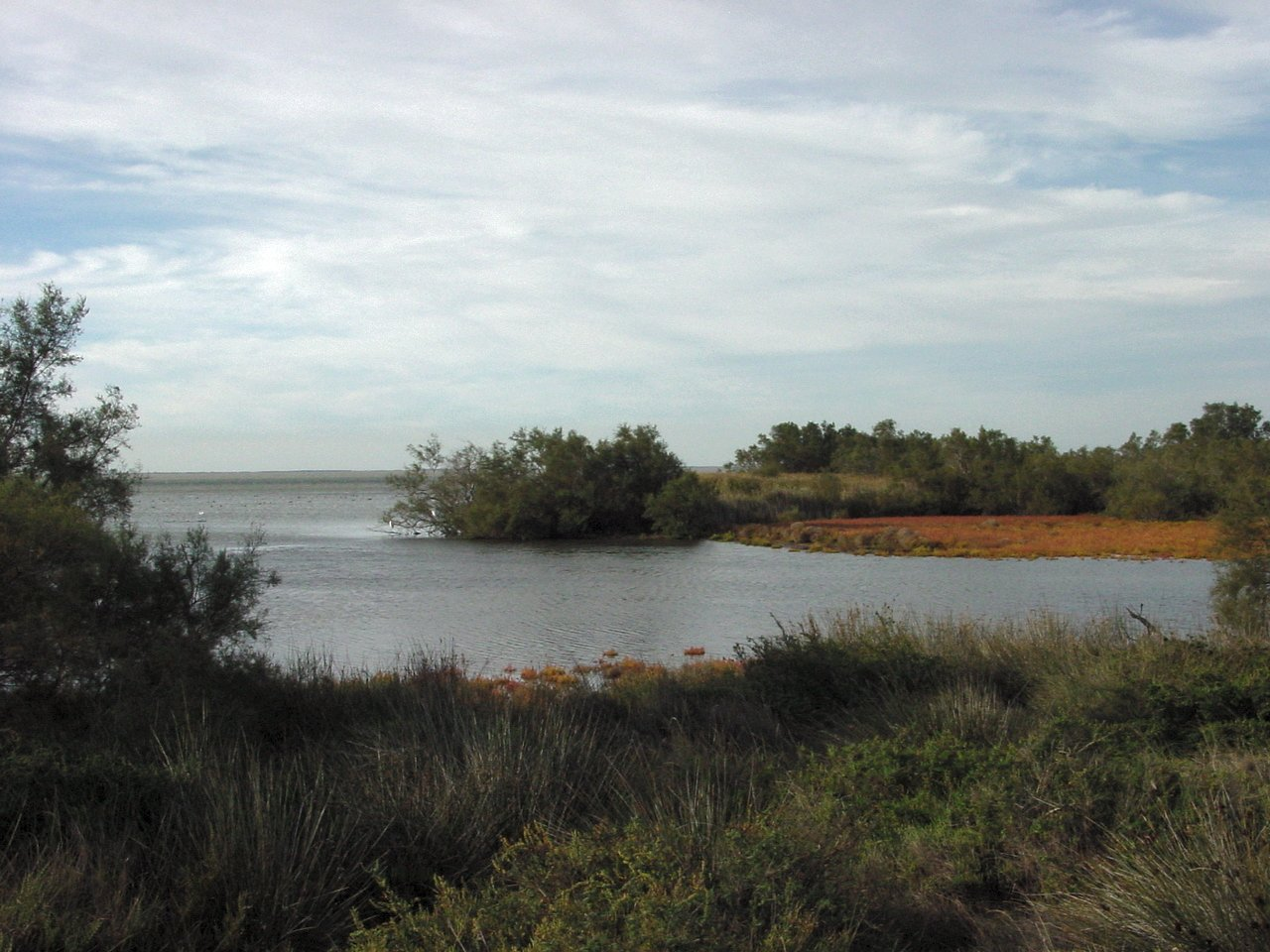
A Vaccarès-tó partja

A Vaccarès-tó (franciául: Étang de Vaccarès) sekély, sós tengermelléki tó a dél-franciaországi Camargue terület centrumában. Nagysága (mintegy 6500 hektár) és mélysége (átlag 50 centiméter, ritkán több mint 2 méter) az időjárás függvényében változó.
Sok vándormadár számára kínál a tó életteret és táplálékot, köztük a Camargue jellegzetes rózsás flamingót. 1927 óta része a 13 117 hektáron elterülő természetvédelmi területnek (franciául: Réserve nationale de Camargue), amely viszont 1970 óta a szinte teljes Camargue-t magába foglaló tájvédelmi terület része.
A tó partjáról a néphit azt tartja, hogy ott lakik a mesés vaccarèsi bestia (franciául: bête du Vaccarès), aki egy pánhoz hasonló lény, ember és kecske keveréke a teste. Joseph d’Arbaud provanszál költő 1926-ban provanszál nyelven erre a mitológiára építette és jelentette meg elbeszélését La Bèstio dóu Vacarés címmel (franciául: La bête du Vaccarès).

## Fordítás
- Ez a szócikk részben vagy egészben  az   Étang de Vaccarès című német Wikipédia-szócikk ezen változatának fordításán alapul.  Az eredeti cikk szerkesztőit annak laptörténete sorolja fel. Ez a jelzés csupán a megfogalmazás eredetét és a szerzői jogokat jelzi, nem szolgál a cikkben szereplő információk forrásmegjelöléseként.